# Bilocazione
La bilocazione è la presunta contemporanea presenza della medesima persona in due luoghi diversi attribuita a capacità soprannaturali. Il termine è un caso particolare di ubiquità la quale indica la presunta capacità di trovarsi in ogni luogo nello stesso momento.
Esempi di questi fenomeni sono riportati nell'agiografia musulmana e cattolica e anche al di fuori dei culti religiosi ma non ci sono mai state verifiche sperimentali che ne abbiano dimostrato la veridicità.
Il termine è stato utilizzato in una vasta gamma di sistemi filosofici e storici, tra cui la filosofia greca, sciamanesimo,
paganesimo, folklore, occultismo e magia, il paranormale
induismo (come una delle siddhi), buddismo,
spiritualismo e teosofia, misticismo in generale, tanto quanto il misticismo ebraico e la Cabala.

## Nelle religioni

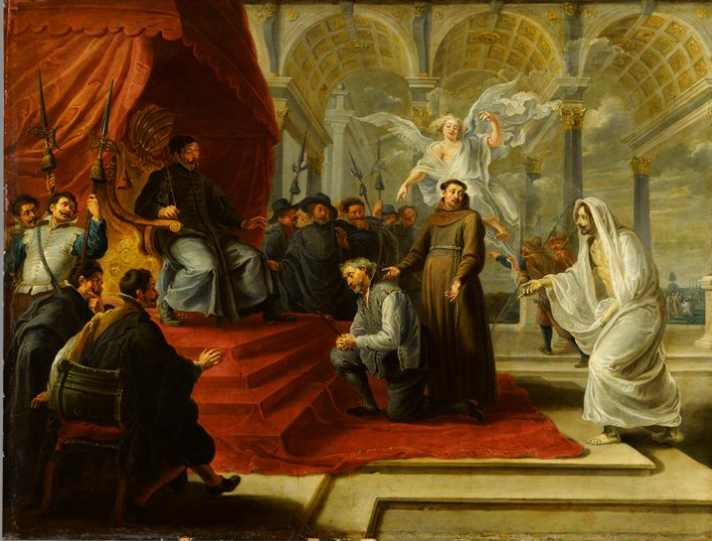
A Sant'Antonio da Padova viene attribuito un episodio di bilocazione poiché fu visto nello stesso momento predicare a Padova e a Lisbona, dove si era recato per salvare il padre condannato a morte.
(opera di Willem van Herp, XVII sec.)

### Cristianesimo
Nella tradizione agiografica cristiana la bilocazione è un evento miracoloso attribuito a numerosi santi e beati. Testimonianze agiografiche di bilocazione riguardano:
Santa Caterina de' Ricci, San Pietro d'Alcantara, Sant'Alfonso Maria de' Liguori, San Clemente papa, Sant'Antonio da Padova, San Francesco d'Assisi, San Pio da Pietrelcina, Fra Nazareno da Pula, Santa Liduina, San Francesco Saverio, San Giuseppe da Copertino, san Martino de Porres, suor María de León Bello y Delgado, venerabile María di Ágreda, San Filippo Neri, san Gaspare del Bufalo, San Giovan Giuseppe della Croce, san Francesco di Paola, san Giovanni Bosco,  beata Madre Speranza e Natuzza Evolo, San Silvestro di Troina.

### Religioni orientali
Il presunto fenomeno della bilocazione non è una prerogativa del mondo occidentale; anzi da molti secoli la tradizione vedica e buddista trasmetterebbe le basi di conoscenza, a livello filosofico e spirituale, per consentire a soggetti con particolari inclinazioni di effettuare un lungo tirocinio idoneo composto di pratiche ascetiche, tecniche yoga, preghiere, meditazione.
Yogananda riferì sia di apparizioni di defunti, sia di bilocazioni, in modo dettagliato; il suo stesso guru, una volta deceduto, si sarebbe materializzato ed avrebbe toccato e informato il suo allievo sulla sua nuova dimora astrale prima di smaterializzarsi in una luce splendente.
Robert Monroe, dopo aver analizzato accuratamente le discipline orientali, consigliò qualche tecnica che a suo dire avvierebbe la mente verso la bilocazione, grazie ad un allentamento dello stato di coscienza fino alla scomparsa delle sensazioni; da uno stato di dormiveglia si passerebbe a quello delle "vibrazioni", ottenibile con l'ausilio di particolari posizioni del corpo; le "vibrazioni" se guidate opportunamente potrebbero condurre, dopo aver prodotto una serie di reazioni intense che coinvolgerebbero tutto il corpo (come scintille e impressione di paralisi), alla separazione del corpo.

## Parapsicologia

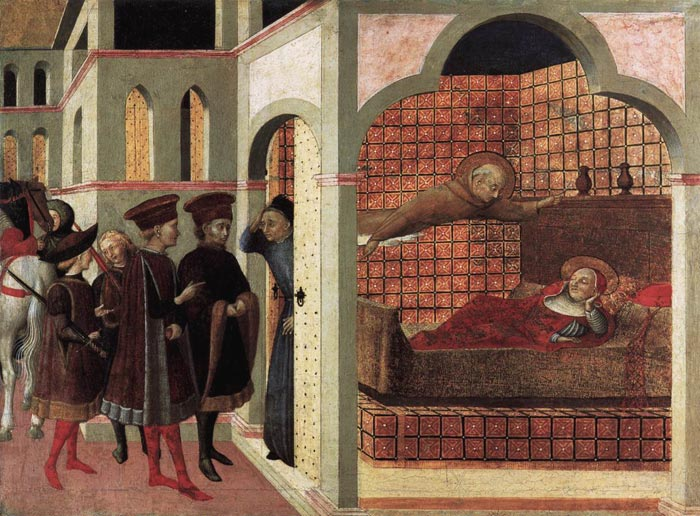
Il beato Ranieri Rasini appare in sogno a un cardinale (dipinto del Sassetta, 1437-1444)

Il presunto fenomeno della bilocazione appartiene all'ambito delle discipline parapsicologiche, che non sono riconosciute dal mondo scientifico e accademico.
Nella parapsicologia è associata a fenomeni come lo sdoppiamento, la proiezione astrale o il "viaggio fuori dal corpo". Permetterebbe, secondo chi asserisce di poterla praticare, non solo di avere la sensazione soggettiva, ma anche di trovarsi realmente allo stesso tempo in due luoghi fisici diversi, tramite l'utilizzo dei propri corpi animici, come quello astrale, lo stesso a cui nello stato di sonno è attribuita la capacità di muoversi sognando.